# Ectropina acidula
Ectropina acidula är en fjärilsart som först beskrevs av Edward Meyrick 1911.  Ectropina acidula ingår i släktet Ectropina och familjen styltmalar. Inga underarter finns listade i Catalogue of Life.